# Kính lạy Thánh Thể
Kính lạy Thánh Thể (Latinh: Ave verum corpus) là một bài thánh ca chủ đề về Thánh Thể mà nhiều nhạc sĩ khác nhau đã phổ nhạc, nhưng bản nổi tiếng nhất có lẽ là bản của Wolfgang Amadeus Mozart. Bản văn của kinh có từ thế kỷ 14, tương truyền do Giáo hoàng Innôcentê VI viết.